# Peur à domicile
Pour plus de détails, voir Fiche technique et Distribution.
Peur à domicile (Home Invasion) est un téléfilm américain diffusé en 1997 et réalisé par  David Jackson.

## Synopsis
Georgia, mère de deux enfants et épouse d'un chirurgien, mène une vie des plus aisées. Un jour, trois malfrats croisent sa route et la suivent jusqu'à son domicile. Alors qu'ils tentent de lui voler sa voiture, un policier fait irruption sur les lieux et blesse un des leurs. Affolés, ils prennent Georgia et sa fille en otages. 

## Fiche technique
- Réalisation : David Jackson
- Année de production : 1997
- Durée : 89 minutes
- Format : 1,33:1, couleur
- Son : stéréo
- Dates de premières diffusions :
  -  États-Unis : 13 janvier 1997
- Interdit aux moins de 10 ans [1]

## Distribution
- Veronica Hamel : Georgia Patchett
- Bonnie Root : Willow Patchett
- Cress Williams : Freemont
- Zoe McLellan: Gia
- Jeremy Ratchford: Raymond